# توطئه تروریستی ۲۰۱۶ آلمان
توطئه تروریستی ۲۰۱۶ آلمان توطئه گروه داعش برای انجام یک حمله تروریستی بزرگ در آلمان در سال ۲۰۱۶ بود. سه گروه مهاجم می‌بایست برای آماده‌سازی و اجرای یک حمله گسترده به یک جشنواره موسیقی که نام آن هنوز منتشر نشده، به آلمان سفر کنند. این توطئه در اکتبر ۲۰۱۸ توسط سه رسانه آلمانی NDR , WDR و زوددویچه تسایتونگ که مصاحبه ای با یک حامی آلمانی داعش انجام داده بودند، فاش شد. تحقیقات بر عهده سه دادستانی فدرال Bundeskriminalamt و Bundesanwaltschaft بود. دادستان عمومی آلمان، پیتر فرانک، این طرح حمله را تأیید کرد و گفت: «برای ما، واقعیت‌های این پرونده بسیار انعطاف‌پذیر و مقاوم بود.»

## شرح
Oguz G یک حامی داعش در شهر هیلدس‌هایم آلمان و همسر او از شهر زالتسگیتر ،Marcia M که در سال ۲۰۱۵ برای حمایت از داعش به سوریه مهاجرت کرد، از عاملان اصلی این طرح بودند و نقش مهمی داشتند.
هنگامی که واحدهای کرد در اکتبر ۲۰۱۷ پایتخت وقت داعش رقه را فتح کردند، این دو به مقامات کردی مراجعه کردند و در مناطق تحت کنترل کردها در سوریه بازداشت شدند. مارسیا ام. تلاش می‌کرد هواداران بالقوه خود را از سوریه به خدمت بگیرد و اسلام گرایان زن در شمال آلمان را از طریق اینترنت ترغیب کند تا با مبارزان داعش به عنوان استتار (پوشش) برای عملیات ازدواج کند، اما یک خبرچین این موضوع را به اداره فدرال نگهبانی از قانون اساسی اطلاع داد.
در این طرح حمله، زنان باید جذب می‌شدند تا مبارزان را به آلمان دعوت کنند، در نهایت آنها بتوانند حمله برنامه‌ریزی شده را در آلمان انجام دهند.
گفته می‌شود دستورالعمل‌های این حمله از یک مقام ارشد داعش با نام جنگی ابومصعب ال المانی با نام مستعار «سوئیس توماس سی» آمده که گفته می‌شود در جنگ در سوریه کشته شده‌است.
این طرح حمله به دلیل اطلاع یافتن محققان و مقامان و کشته شدن شبه نظامیان داعش در سوریه به شکست انجامید.

## روند قانونی
احکام دستگیری علیه «اوگوز جی» و «مارسیا ام» منتشر شده‌است. آنها منتظر استرداد خود به آلمان هستند.